# Scopulomia rotundalis
Scopulomia rotundalis là một loài bướm đêm trong họ Noctuidae.